# Cut-outanimatie
Cut-outanimatie is een animatietechniek waarbij er met geknipte modellen wordt geanimeerd, beeldje voor beeldje wordt de afbeelding bewogen, waardoor de suggestie van het bewegende beeld ontstaat. (24 beelden per seconde, in de animatietechniek). De techniek die in deze animatie gebruikt wordt is te vergelijken met de "Monty Python" animaties. De eerste afleveringen van South Park werden gemaakt met cut-outanimatie.